# Ministigmata minuta
Ministigmata minuta is een spinnensoort uit de familie Microstigmatidae. De soort komt voor in Brazilië.